# جیمز فارنتینو
جیمز فارنتینو (انگلیسی: James Farentino؛ ۲۴ فوریهٔ ۱۹۳۸ – ۲۴ ژانویهٔ ۲۰۱۲) یک هنرپیشه اهل ایالات متحده آمریکا بود.

## گزیده فیلمشناسی
از فیلم‌ها یا برنامه‌های تلویزیونی که وی در آن نقش داشته‌است می‌توان به آثار زیر اشاره کرد.
- سردار جنگ (فیلم) (۱۹۶۵)
- ناتالی و من (۱۹۶۹)
- یک میلیون جرینگی (۱۹۷۲)
- عیسی ناصری (۱۹۷۷)
- آخرین شمارش معکوس (۱۹۸۰)
- جواز قتل (فیلم ۱۹۸۴) (۱۹۸۴)
- راز صحرا (۱۹۸۸)
- ضدگلوله (۱۹۹۶)

## مرگ
فارنتینو در ۷۳ سالگی در ۲۴ ژانویه ۲۰۱۲ در مرکز پزشکی Cedars-Sinai در لس آنجلس، کالیفرنیا، به دنبال عوارض ناشی از شکستگی لگن درگذشت. عوامل مؤثر در مرگ او دیابت، بیماری قلبی ریوی شریانی فشار خون بالا و بیماری انسدادی مزمن ریوی بود .